# Serralada Costera de Makran
Serralada Costera de Makran o Serralada de la Costa de Makran (Makran Coast Range) són una cadena de muntanyes al Pakistan, província de Balutxistan, conegudes localment com a Bahr-i-Garr, que es desenvolupen properes a la mar d'Aràbia durant 450 km amb una amplada entre 55 i 110 km. Les principals derivacions són: Dhrun (1.605 metres), Gurangatti (1.211 metres), Taloi (937) i Gokprosh, amb el cim a Janzat (1.347 metres). Gokprosh fou famosa com escenari de la derrota dels rebels balutxis del Principat de Makran el 1898 a mans dels britànics.